# Pseudorus piceus
Pseudorus piceus là một loài ruồi trong họ Asilidae. Pseudorus piceus được Walker miêu tả năm 1851. Loài này phân bố ở vùng Tân nhiệt đới.